# Alex Westaway
Alex Westaway (Northampton, Anglaterra, 2 de febrer de 1983) és un músic britànic. És el guitarrista, co-compositor i segona veu de la banda de rock alternatiu del Regne Unit, Fightstar.

## Biografia
Va néixer i créixer a Northampton, Westaway va ser introduït a Charlie Simpson a una festa del pis de Londres d'en Simpson a finals del 2003, on Simpson encara estava a la banda reeixida de pop, Busted.
Després d'improvisar una famosa peça de Rage Against the Manchine's, "Killing In The Name Of", Westaway va ser invitat a moure's a l'edifici i van començar a escriure música junts. Va ser més tard revelat que la primera cançó que la parella va escriure, anomenada "Punck", mai va ser lliurada.
Des que Westaway ha estat involucrat completament com a membre de Fightstar, ha lliurat activament material que inclou un EP de cinc pistes, tres àlbums de llarga duració i un àlbum recopilatori en cara-b (b-side).
Ell cita que la seva major inspiració i influència és Jeff Buckley.

## Discografia

### Amb Fightstar
- 2005: They Liked You Better When You Were Dead
- 2006: Grand Unification
- 2007: One Day Son, This Will All Be Yours
- 2008: Alternate Endings
- 2009: Be Human